# Борисенко Володимир Олександрович
Володимир Олександрович Борисенко (нар. 25 січня 1912 — 14 квітня 1993) — радянський офіцер-артилерист, Герой Радянського Союзу (1944).

## Біографічні відомості
Народився 25 січня 1912 року в селі Пеніца (зараз Калинковицького району Гомельської області Білорусі) в сім'ї робітника. Білорус. Освіта неповна середня. Працював у місті Мозир на фабриці «Червоний Жовтень» пресувальником.
У Червоній Армії з 1931 року.
У 1937 році закінчив Сумське артилерійське училище.
Учасник вторгнення СРСР до Польщі в 1939 році і радянсько-фінької війни 1939—1940 років.
Учасник німецько-радянської війни з 1941 року.
Командир 1428-го легкого артилерійського полку (65-я легка артилерійська бригада, 18-а артилерійська дивізія, 3-й артилерійський корпус прориву, 2-а ударна армія, Ленінградський фронт) майор Володимир Борисенко 11 лютого 1944 року забезпечував прорив оборони противника на ділянці села Довга Нива (Сланцевский район Ленінградської області). При форсуванні річки Нарва одним з перших переправив по льоду свій полк і підтримав вогнем дії піхоти за утримання і розширення плацдарму. У боях 13-14 лютого 1944 відбив до десяти контратак противника, завдавши йому великих втрат у живій силі і техніці.
1 липня 1944 року майору Борисенко Володимиру Олександровичу присвоєно звання Героя Радянського Союзу з врученням ордена Леніна і медалі «Золота Зірка» (№ 3738).
Після війни продовжував службу в Збройних Силах СРСР. У 1950 році закінчив Вищу офіцерську артилерійську школу.
З 1957 року полковник В. О. Борисенко у відставці. Жив і працював у місті Ленінграді (нині — Санкт-Петербуг). Помер 14 квітня 1993. Похований на Волковському православному кладовищі міста Санкт-Петербурга.